# Ambolestes zhoui
Ambolestes zhoui — викопний вид примітивних вищих ссавців, що існував у ранній крейді (125 — 122 млн років). Майже повний скелет знайдений у відкладеннях формації Їсянь, Китай.